# 羅竹芳
羅竹芳，畢業於輔仁大學生物系，陸續取得國立台灣大學動物系碩士學位、日本東京大學農學部水產學科博士學位。現任國立成功大學生物科技中心主任、成大生物科學與科技學院院長、成大講座教授。

## 專長及研究領域
羅竹芳學術專長在甲殼類疾病學病毒分子生物學、甲殼類病毒學、魚類病毒學、病毒與宿主交互作用等方面，她的蝦白點病毒研究已受國際肯定，也被世界動物衛生組識 （OIE） 指定為蝦白點病參考實驗室主持人，其研究成就闡明全球水生病毒的獨特性質，她深入觸及蝦與病毒間的互動，並提供許多新的資訊，其團隊除遺傳育種策略培育出優良對蝦家族外，並利用成大安南校區建立蝦類遺傳育種中心，以蝦類養殖為模式，建構科學化、智慧型的永續水產養殖企業。

## 榮譽獎項
- 2016年，二度獲得生物及醫農科學類科國家講座主持人，並晉升為終身榮譽，彰顯她持續積極從事學術研究與教學，樹立學術典範。
- 2012年，第五屆台灣傑出女科學家獎
- 2008年，教育部第12屆生物及醫農科學類科國家講座獎
- 2007年，教育部第51屆生物及醫農科學類科學術獎
- 2007年，教育部第一屆全國傑出通識教育教師獎
- 2005年，國立臺灣大學優良教師獎
- 2003年，行政院國家科學委員會92年度傑出技術移轉貢獻獎
- 2003~2005年，教育部顧問室「人文社會科學教育先導型計畫-個別型通識教育改進計畫;生命科學與人類生活」
- 2003年、2006年，教育部顧問室「基礎科學前瞻性人才培育計畫」- 現代生物學教育改進計畫獲計畫績優獎，共二次
- 2003年，國立臺灣大學優良教師獎
- 2001年，行政院傑出科技榮譽獎
- 1999年，中國生物學會傑出生物科學研究獎
- 1997年到2003年，行政院國家科學委員會傑出研究獎，共三次
- 1996年到2001年，行政院國家科學委員會專題計畫研究成果榮獲專利獎勵
- 1978年到1999年，行政院國家科學委員會甲種研究獎多次